# 陸奥話記
『陸奥話記』（むつわき）は、日本の戦役である前九年の役の顛末を描いた軍記物語。『陸奥物語』、『奥州合戦記』ともいう。『将門記』とともに軍記物語の嚆矢とされる。

## 成立
成立は平安時代後期、11世紀後期頃と推定される。作者は不明だが、藤原明衡とする説が有力である。一巻物。陸奥国から奏上された国解（公文書）を元にしたと見られる文章が多いことから、朝廷内で国解を見ることの出来た人物が作者ではないかという見解が有力である。内容は国解に、役に参加した武士の体験談等を交えたものとなっている。
俘囚である安倍氏・清原氏が源氏と対等な武士として、短いが力強く描写されている初期軍記物語の代表作である。
工藤雅樹は、頼義・義家親子およびその部下の働きの描写が中心で、それ以外の無関係な事象は極端に省略されているため、必ずしも事件の一部始終を述べることを目的としておらず、頼義の意を受けたか、頼義からの依頼によって『陸奥話記』が記されたとした。

## 概略
陸奥国奥六郡（岩手県北上川流域）の俘囚長であった安倍頼良は六郡を私し、これを陸奥国司藤原登任が攻めたものの鬼切部で敗れたこと。次に源頼義が陸奥守兼鎮守府将軍として頼時を討とうとするが、朝廷の出した恩赦のため、頼良は名を頼時と改めるなど従順な態度をとり帰服したこと。頼義が頼時の子である貞任（さだとう）に頼義方の陣営を襲撃した嫌疑をかけたため、頼時が父子の情愛から蜂起を決意、安倍氏の優位に戦いが進んだこと。藤原経清が安倍氏に加勢したこと。頼義が、中立を保っていた出羽国山北（秋田県）の俘囚清原光頼に珍奇な物を贈り参戦を依頼し、光頼の弟武則率いる大軍が参戦したこと。これにより形勢が逆転し、藤原経清は捕虜となり斬首され、貞任は矛で刺されて死に、安倍氏は厨川柵（岩手県盛岡市天昌寺町）に滅んだこと。最後に、頼義・義家父子の除目で、それぞれ正四位下・従五位下に叙せられたこと、などが述べられている。

## 文体
『将門記』とおなじく、変体漢文で書かれている。『将門記』が対句や駢儷体などをもちいて美文調であるのに対し、『陸奥話記』は筆致をおさえた、淡々とした文体となっている。これは巻末に「定メテ紪謬多カラム、実ヲ知レル者之ヲ正サムノミ」（とても誤りが多いので、事実を知っているひとによってこれを正すのみである）とあって、この作品が記録文を目指したことと関連していると思われる。

## 特徴
いわゆる｢衆口の話」を幅広く取り入れていることにその特徴がある。都に届けられた貞任の首級に降人となった郎党が泣きながらクシで髪を整えたこと、老武士の佐伯経範の奮戦死、安倍則任の妻の幼子を抱いての投身等、個人の印象的な説話により、単なる合戦記録を超えた文学として評価されている。特に郎党の身命を賭した主君への忠義を強調しているとする評価もある。
ただし、この『陸奥話記』以降、いくつかの小さな作品はあるものの、『保元物語』『平治物語』『平家物語』の３部作が誕生する13世紀前半までのあいだ、軍記物語の潮流には長いブランクが生まれている。しかも、『保元物語』の冒頭が鳥羽天皇の治世を語りだすという、鏡物に類する記述をしていることからみて、後世につながる要素はややもするととぼしいものとなっている。
また、義家の武勇を讃嘆する一方で、経清の処刑をわざわざ切れ味の悪い刀で、苦しめながら首を落とした、などとえがくなど、一方で武士の凶暴さ、執念深さについても筆をふるっている。これは『陸奥話記』の巻末に「少生、但千里之外タルヲ以テ」＜わたくしは、（陸奥からは）遠く離れた場所のものなので＞とあり、作者が東国とかかわった武士ではなく、都の貴族であることを示唆しているのともかかわると思われる。

## 影響
『今昔物語集』巻第25第13に「源頼義朝臣罰安陪貞任等語」（みなもとのよりよしのあそんあべのさだたふらをうつこと）という、『陸奥話記』を手直ししたほぼ同文が採録されている。大きな違いとしては、まず『今昔』は文章が和漢混淆文であり、物語的で、親しみやすいものになっているということ。また、いくつかの逸話・漢籍の引用を削除している点が挙げられる。また、戦闘描写などもいくつかカットされており、これは『今昔』がこの作品の細部よりも、物語の流れに興味を持っていたことを示している。
漢籍の削除に関しては、たとえば藤原経清が、頼義からの疑いが向けられた際、自分の置かれた立場を漢の高祖（劉邦）に疑われて殺された功臣（韓信・彭越・英布）にたとえる場面があるが、この部分が『今昔』にはない。故事を引用して現在の状況を説明するのは軍記物語の常套手段であるが、『今昔』はこの方法をとらなかったということである。
内容の省略に関しては、乱終結後、清原武則が神業と評判の義家の弓の腕前を見たがり、それに応えて義家が鎧3領を打ち抜くという実力を見せつけるという印象的なエピソードを省略している。この義家の武勇譚は、『保元物語』で源為朝の弓の腕前を語る際に引き合いに出されるなど、著名な話であったと思われるが、これも『今昔』の好むところではなかったらしい。また、『陸奥話記』は物語の最後に、頼義の功績を漢の高祖の中国平定や、坂上田村麻呂に譬えるなど賞賛の言を惜しまないが、『今昔』はこれもカットしている。
また、問題となる変更点としては、頼義が平永衡を殺害する経緯があげられる。永衡は経清とともに頼時の婿であったが、頼義に味方する。しかし、裏切りを疑われて頼義に殺される。この箇所、『陸奥話記』では永衡を「不忠不義者」で「謀略所出」であるとし、彼が銀の兜を被っているのは、黄巾の乱での黄色い頭巾と同じで、誤って撃たれないためのものであると書かれている。一方、『今昔』ではある人が頼義に永衡の裏切りを密告するだけで、兜がほかと違う、ということ以外には一切の証拠は挙げられていない。見方によっては、永衡に反逆の意図があったかどうかは（事実は不明だが、物語の文脈としては）不明であって、頼義の猜疑心が永衡を討たせたともいえる。上の例と合わせて、『陸奥話記』よりも、『今昔』は頼義・義家親子への共感にとぼしいといえる。
このほか、『陸奥話記』を典拠とする話は、『扶桑略記』『十訓抄』などにもみえる。